# Rohan-Schloss
Das Rohan-Schloss (französisch: Château des Rohan) ist ein klassizistischer und historistischer Monumentalbau in Saverne (deutsch: Zabern) im Elsass mit einer 140 Meter breiten Parkfassade aus rotem Vogesensandstein.

## Geschichte

### Vorgängerbauten

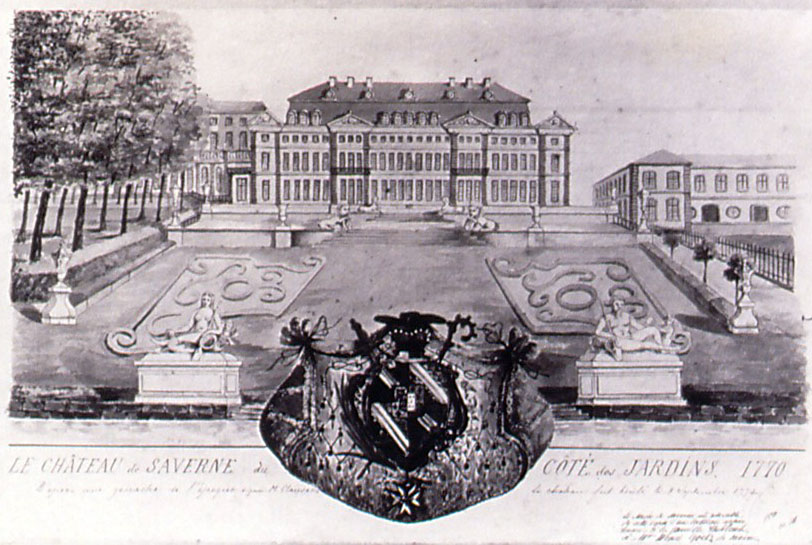
Fürstenberg-Schloss vor dem Brand von 1779

Zabern gehörte zum Hochstift Straßburg, dessen „Hauptstadt“ es war und dessen Landesherr, der Bischof von Straßburg, aufgrund der politischen Rivalitäten zwischen ihm und dem Bürgertum der Stadt Straßburg ab dem 13. Jahrhundert oft hier residierte. Die damalige Residenz, eine mittelalterliche Burg, bezog die nördliche Ecke des ehemaligen römischen Kastells mit ein. Über diese Anlage ist wenig bekannt, da sie bereits Anfang des 15. Jahrhunderts durch das „Oberschloss“ an anderer Stelle, in unmittelbarer Nähe des Stiftskirche Notre-Dame-de-la-Nativité, ersetzt wurde. Unter Bischof Albrecht von Pfalz-Mosbach (1478–1506) wurde diese Residenz weiter ausgebaut. In einer nächsten Bauphase entstand ein Renaissance-Schloss, das im Bauernkrieg 1525 schwer beschädigt und anschließend wieder aufgebaut wurde. Anfang des 17. Jahrhunderts wurde das Gebäude längere Zeit von den Bischöfen nicht genutzt und gepflegt. Hinzu kamen zwei Belagerungen der Stadt während des Dreißigjährigen Kriegs 1622 und 1636. Was Bischof Franz Egon von Fürstenberg-Heiligenberg (1663–1682) dann vorfand, ließ er abreißen und von 1667 bis 1670 durch eine Vier-Flügel-Anlage auf annähernd quadratischem Grundriss ersetzen. Kaum war das fertiggestellt, begeisterte sich der Bischof für eine Erweiterung: Der nordöstliche Flügel des Gebäude-Karrees wurde durch einen 110 m langen neuen Flügel ersetzt, der im Südosten weit über den quadratischen Grundriss des Schlosses hinausragte. Der Architekt ist nicht bekannt. An der Ausstattung waren beteiligt Antoine Coysevox und Claude Audran der Jüngere. Auch die ersten der vier im 18. Jahrhundert aufeinander folgenden Bischöfe aus der Familie Rohan
- Armand I. Gaston Maximilien de Rohan-Soubise (1704–1749)
- Armand II. François Auguste de Rohan-Soubise (1749–1756)
- Louis César Constantin de Rohan-Guéméné, (1756–1779)
- Louis René Édouard de Rohan-Guéméné, (1779–1803)

bauten die Anlage weiter aus. Die Ausstattung soll prächtig gewesen sein. Aber nichts davon ist erhalten, alles fiel in der Nacht vom 7. auf den 8. September 1779 einem Großbrand zum Opfer.

### Das Rohan-Schloss
Das Schloss wurde von 1780 bis 1790 vom Architekten Nicolas Alexandre Salins de Montfort an derselben Stelle neu errichtet. Auftraggeber war Kardinal Louis René Édouard de Rohan-Guéméné, der mit dem Palais Rohan in Straßburg sowie dem bescheideneren Rohan-Schloss in Mutzig weitere Wohnsitze besaß. Bei Ausbruch der Französischen Revolution war das Schloss im Rohbau fertiggestellt. Kardinal Louis René Édouard de Rohan-Guéméné verlegte seine Residenz 1790 in den östlich des Rheins gelegenen Teil seiner Diözese nach Ettenheim. Damit verlor das Schloss seine Funktion. Der Schloss-Rohbau wurde in Folge der Revolution beschlagnahmt und verstaatlicht. Verkaufsversuche seitens des Staates scheiterten. Der Staat nutzte es schließlich vorübergehend als Kaserne. Dann stand es bis 1803 leer, wurde an die Stadt Zabern verkauft, die es schließlich der Ehrenlegion in der Erwartung schenkte, dass diese das Gebäude sanieren und nutzen werde, die aber verkaufte Teile als Baumaterial. Der Abriss und verschiedene Nutzungen wurden erwogen. Der Hauptflügel von Salins de Montfort diente 1815 bis 1818 erneut als Kaserne. 1819 wurden zwei der Flügel des Quadratbaus dann tatsächlich abgerissen, der nordwestliche Flügel zum Rathaus umgebaut. 1830 diente das Gebäude wieder als Kaserne, ab 1836 suchte die Stadt erneut einen Käufer zu finden, was vergeblich war, oder irgendeine Nutzung, um das Gebäude loszuwerden. Darunter befand sich der Vorschlag, es der Compagnie du chemin de fer de Paris à Strasbourg als Bahnhofsgebäude anzubieten.

Eingangsseite des Schlosses, das zu jener Zeit als preußische Kaserne diente, während der Zabern-Affäre 1913

1850 versprach Napoleon III. – damals noch Präsident der Zweiten Französischen Republik – sich der Angelegenheit anzunehmen und die Stadt Zabern von dem Problem zu befreien. Es sollten Wohngelegenheiten für Witwen hoher Militärs und Beamter geschaffen werden. Die Arbeiten dauerten von 1853 bis 1857: Der Rest des Quadratbaus, den die Stadt zuletzt als Rathaus genutzt hatte, wurde abgerissen. Die Südwestseite des Montfort-Flügels und der Platz davor wurden neu gestaltet. 78 Appartements und 130 Dienstboten-Zimmer wurden eingebaut. Dazu wurde auch das Hauptgeschoss horizontal geteilt und ein Mezzanin-Stockwerk eingezogen. Um die dafür erforderlichen Fenster zu schaffen, wurden die Reliefskulpturen entfernt, die sich ursprünglich zwischen den Fenstern des Erdgeschosses und des Obergeschosses befanden. Einige wurden in die Stützmauer östlich des Schlosses eingefügt. Letztendlich kostete der Umbau 2 Mio. Francs.
Die Nutzung der Anlage durch entsprechende Mieterinnen war schwach. 1862 waren nur 15 der 78 Appartements belegt, 1871 waren es 18. Nach dem Deutsch-Französischen Krieg zog preußisches Militär in das Schloss ein, dessen Inneres dafür neu gestaltet wurde. Ab 1890 lag hier das 2. Oberrheinische Infanterie-Regiment Nr. 99, das dort 1913 mit der Zabern-Affäre Furore machte. Das französische Militär nutzte das Schloss nach dem Ersten Weltkrieg weiter als Kaserne. 1933 wurde es unter Denkmalschutz gestellt. Die beim Umbau im 19. Jahrhundert entfernten Reliefskulpturen an der gartenseitigen Fassade wurden im Bereich des Mittelrisaliten durch neue ersetzt, die den ausgebauten ähneln sollten. Auch im und nach dem Zweiten Weltkrieg diente das Schloss erst der Wehrmacht, dann der US-Armee, aber eine ständige Garnison war hier nicht mehr stationiert. Auch die französische Armee zeigte in der Folge kein Interesse mehr an dem Gebäude, so dass es 1952 wieder an die Stadt Saverne überging.

### Garten

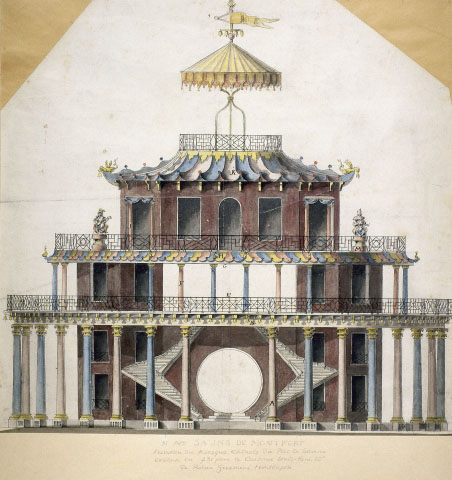
Chinesisches Teehaus

Vor dem unter Bischof Franz Egon von Fürstenberg-Heiligenberg errichteten Nord-Ost-Flügel ließ er einen ersten Park anlegen der etwa 600 × 700 m maß. Bischof Armand I. Gaston Maximilien de Rohan-Soubise erweiterte die Anlage 1717 bis 1733 ins Gigantische: Zentrale Achse bildete ein 4 km langer, gerader Kanal, der sich an Monsweiler vorbei bis nach Steinburg erstreckte. Er war Teil eines komplexen Systems aus Schleusen, Seitenkanälen für den Überlauf, Becken und Wasserfällen und wurde aus der Zorn gespeist. Bei etwa zwei Dritteln seines Verlaufs gab es einen großen runden See von 260 m Durchmesser mit einer Insel in der Mitte, die ein 1783 bis 1786 errichtetes vierstöckiges „chinesisches“ Teehaus trug. Architekt war Nicolas Alexandre Salins de Montfort. Südlich des Kanals wurde in Richtung Dettwiller eine mehrere Quadratkilometer große Fasanerie angelegt, nördlich davon entstand eine Waldung mit Jagdstern.
Von diesen landschaftsprägenden Elementen ist heute wenig erhalten, sie wurden im 19. Jahrhundert weitgehend überbaut. Auch der riesige Park wurde in der Revolution verstaatlicht. Das Gelände wurde in 180 Parzellen geteilt, die verkauft wurden. Seit 1853 wird die ehemalige Parkanlage durch den Marne-Rhein-Kanal geschnitten. Als das Schloss während des Zweiten Kaiserreichs als Witwensitz genutzt wurde, bestand eine Gartenanlage, die sich vom Schloss bis zum Marne-Rhein-Kanal erstreckte. Als Militär das Schloss nutzte, diente die Fläche als Exerzierplatz, heute wird sie als Veranstaltungsplatz der Stadt genutzt, gärtnerische Elemente fehlen weitgehend.

## Gebäude

### Äußeres
Die beeindruckende, 140 m lange klassizistische Nord-Ost-Fassade aus dem 18. Jahrhundert wandte sich dem damals anschließenden Park zu. Sie gliedert sich in einen siebenachsigen Mittelrisaliten, die beiden dreiachsigen Endrisaliten und die zwischenliegenden elfachsigen Flügel, deren Achsen durch korinthische Pilaster gegliedert werden. Das Gebäude hat zwei Hauptstockwerke und je ein Mezzanin-Geschoss zwischen den beiden Hauptgeschossen und unter dem Dach. Dem Mittelrisalit sind acht korinthische Säulen vorgestellt. Ihn bekrönt eine Attika mit vorstehenden Abschnitten an beiden Seiten. Die dort platzierten (napoleonischen) Adler aus Gusseisen stammen aus der Umbauphase unter Napoleon III.
Die stadtseitige Fassade ist ein Resultat des Umbaus von 1853 bis 1857. Ihre Dekoration weist die typischen Elemente des Eklektizismus des Second Empire, durchsetzt mit den Insignien des Zweiten Kaiserreichs, auf. Die Einteilung der Stockwerke ist selbstverständlich dieselbe wie auf der Gartenseite. Stadtseitig befindet sich der Hauptzugang, der im Mittelrisalit untergebracht ist. Die Fassade weist auf einen Cour d’honneur, der sich wiederum zum Marktplatz von Saverne öffnet. Die beiden Seitenflügel sind relativ kurz, so dass der Cour d’honneur ebenfalls recht kurz geriet. Marktplatz und Cour d’honneur trennen ein prächtiger Gitterzaun und zwei Pavillons, Pförtnerhäuschen, rechts und links des Eingangs. In der Zeit, als das Schloss Kaserne war, dienten sie als Wachthäuser.

### Inneres

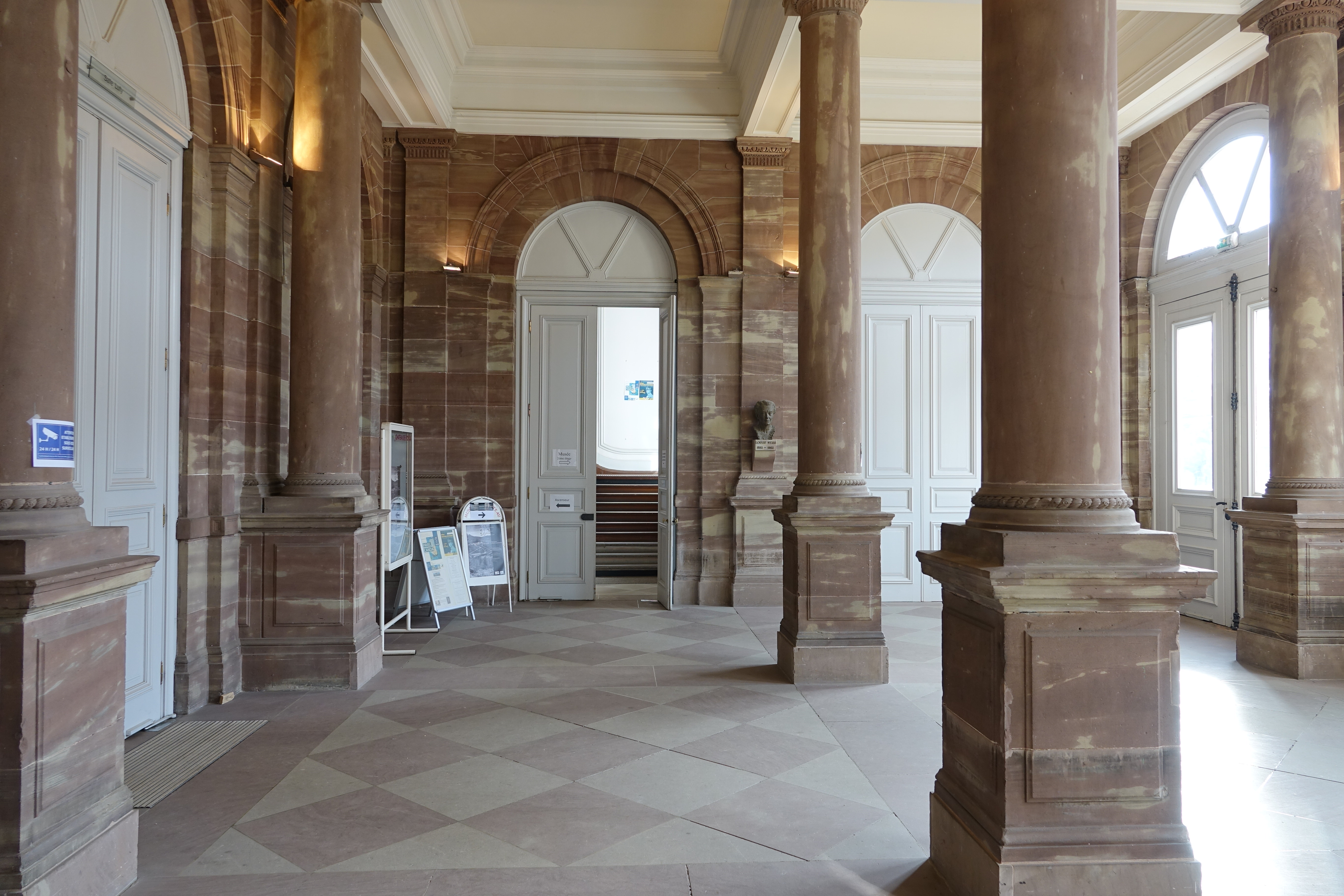
Eingangshalle

Im Inneren des Schlosses ist Ausgestaltung aus dem 18. Jahrhundert nicht (mehr) vorhanden und nur Weniges aus dem 19. Jahrhundert. Dazu zählen die Eingangshalle, Haupttreppe und ein Festsaal. Beeindruckend sind die Kellergewölbe.

## Heutige Nutzung

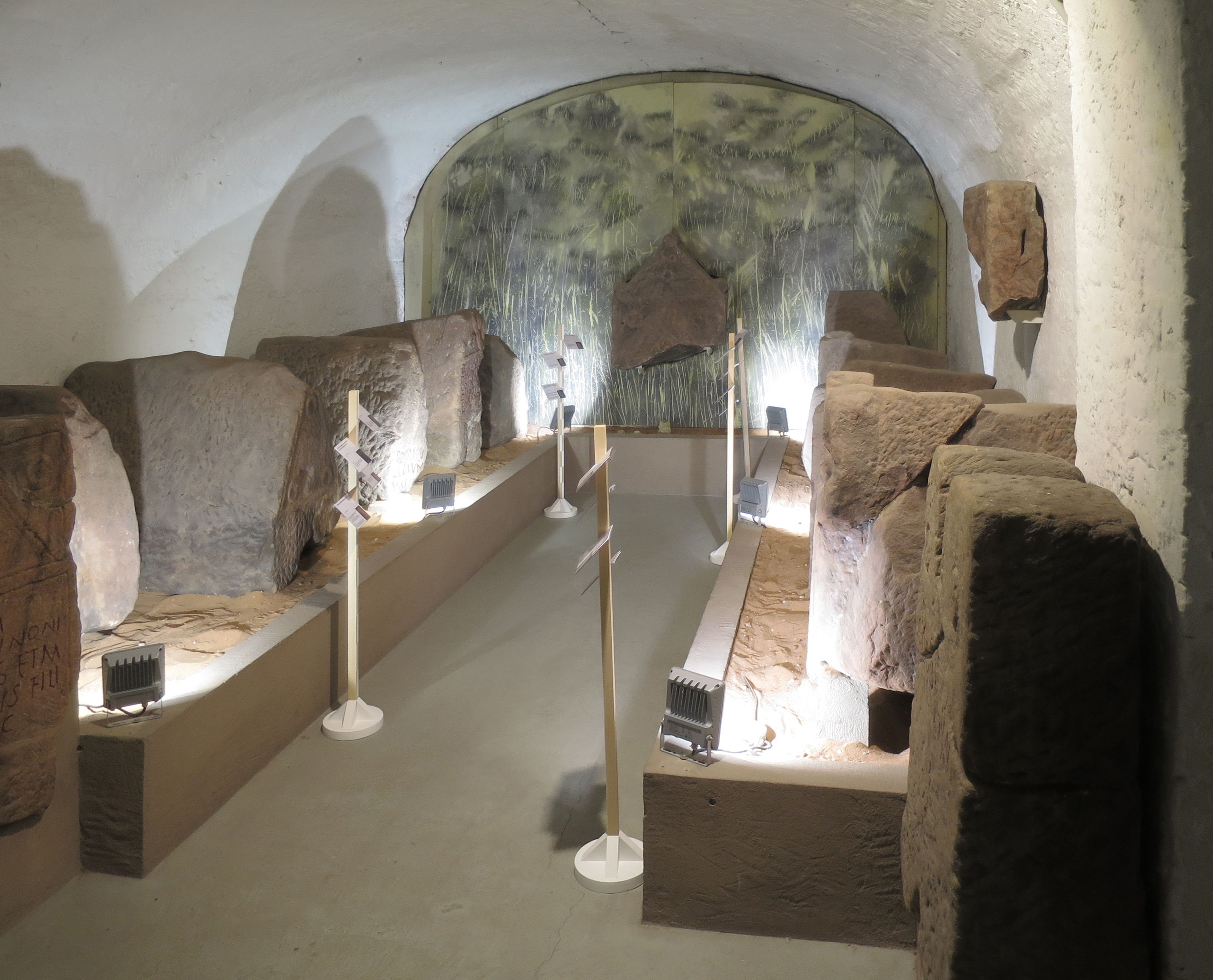
Archäologische Abteilung des städtischen Museums im Gewölbekeller des Schlosses

Das Schloss gehört weiterhin der Stadt Saverne. Es beherbergt heute, nach jahrzehntelanger Sanierung:
- das Stadtmuseum (Geschichte, Kunstgewerbe, archäologische Abteilung, die Kunst- und ethnographische Sammlung der Politikerin Louise Weiss),
- eine Grundschule,
- die Jugendherberge,
- den Veranstaltungssaal Espace Rohan mit fünfhundert Sitzplätzen,
- weitere vier Theater- und Veranstaltungssäle.

## Weiter Wissenswertes

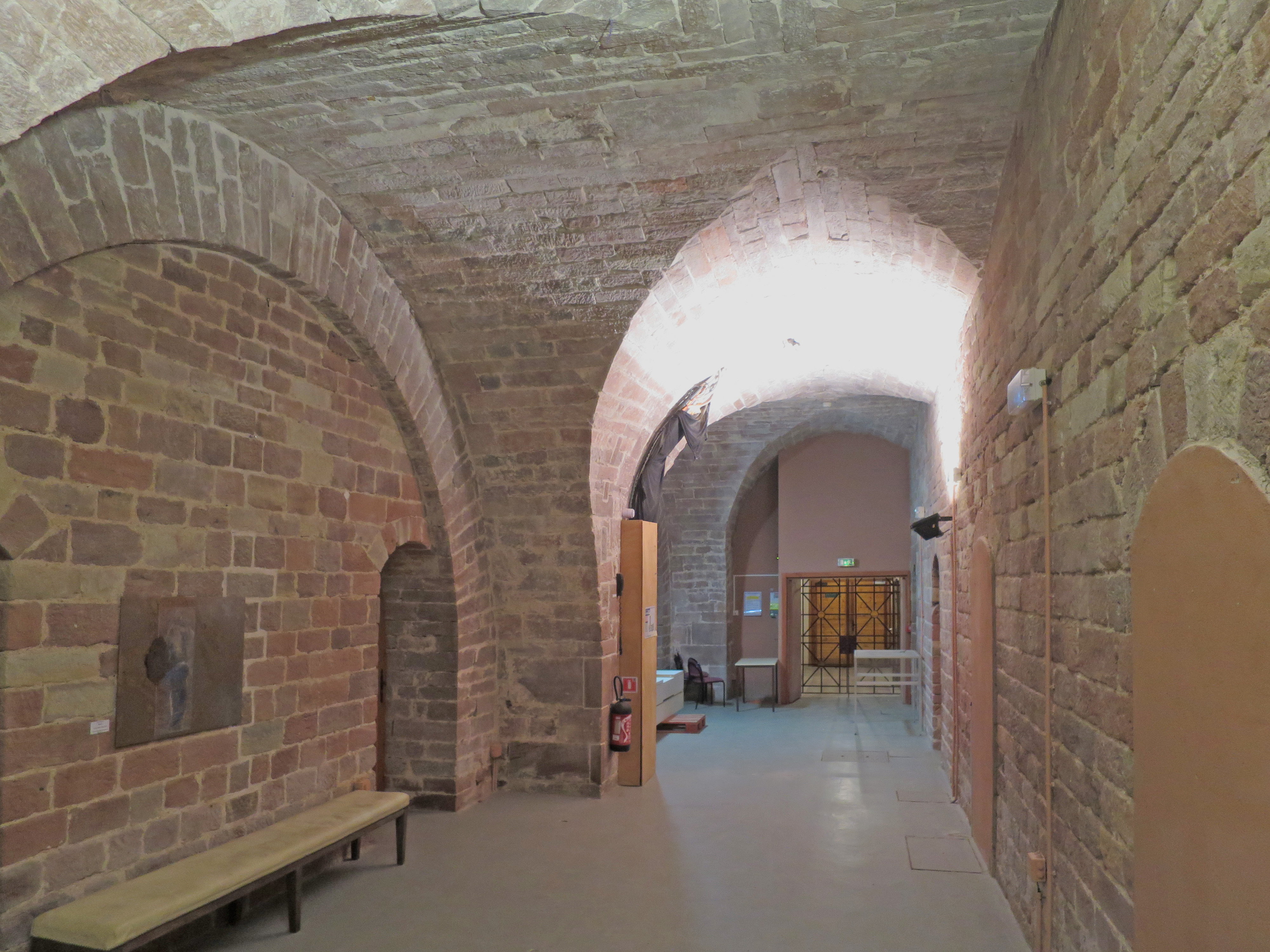
Kellergewölbe

- Im Museum befinden sich auch einige Modelle des Schlosses in früheren Bauzuständen und zu den verschwundenen Gartenanlagen sowie einige wenige Relikte aus den Vornutzungen des Gebäudes.
- Die archäologische Abteilung des Museums – sie zeigt vor allem Funde aus der Römerzeit aus Saverne und seiner Umgebung –, ist in den Kellergewölben untergebracht, die so auch besichtigt werden können.